# 諾曼·拉蒙特
諾曼·拉蒙特（英語：Norman Stewart Hughson Lamont, Baron Lamont of Lerwick，1942年5月8日—）前英国保守党政治家、议员，1990年至1993年担任财政大臣，期间主持英国货币政策，因欧洲汇率机制而导致英镑被迫贬值，该事件被称为“黑色星期三”。